# Sergio Marchi (calciatore)
Sergio Marchi (Pisa, 22 maggio 1920 – Pisa, 16 dicembre 1979) è stato un calciatore italiano, di ruolo terzino.

## Carriera
Cresce nel Pisa, nel 1938 passa al Genova 1893 dove milita fino al 1943 esordendo in Serie A il 18 settembre 1938 contro il Bologna.  Nel 1944 ha disputato con il Pavia il torneo Lombardo. Nel dopoguerra gioca nel Milano il Torneo Benefico Lombardo (1945), poi nella stagione 1945-1946 passa all'Inter dove gioca tre stagioni per un totale di 78 presenze in campionato.
Nel 1948 passa al Cagliari, militante in Serie C, con cui gioca due stagioni prima di ritirarsi dall'attività agonistica.
Con la Nazionale italiana vanta una presenza e due con l'Italia B.

## Statistiche

### Cronologia presenze e reti in nazionale
| Cronologia completa delle presenze e delle reti in nazionale ― Italia | Cronologia completa delle presenze e delle reti in nazionale ― Italia | Cronologia completa delle presenze e delle reti in nazionale ― Italia | Cronologia completa delle presenze e delle reti in nazionale ― Italia | Cronologia completa delle presenze e delle reti in nazionale ― Italia | Cronologia completa delle presenze e delle reti in nazionale ― Italia | Cronologia completa delle presenze e delle reti in nazionale ― Italia | Cronologia completa delle presenze e delle reti in nazionale ― Italia |
| Data                                                                  | Città                                                                 | In casa                                                               | Risultato                                                             | Ospiti                                                                | Competizione                                                          | Reti                                                                  | Note                                                                  |
| --------------------------------------------------------------------- | --------------------------------------------------------------------- | --------------------------------------------------------------------- | --------------------------------------------------------------------- | --------------------------------------------------------------------- | --------------------------------------------------------------------- | --------------------------------------------------------------------- | --------------------------------------------------------------------- |
| 29-11-1939                                                            | Berlino                                                               | Germania                                                              | 5 – 2                                                                 | Italia                                                                | Amichevole                                                            | -                                                                     |                                                                       |
| Totale                                                                |                                                                       | Presenze                                                              | 1                                                                     |                                                                       | Reti                                                                  | 0                                                                     |                                                                       |